# Долгощелье
Долгощелье — село в Мезенском районе Архангельской области. Административный центр Долгощельского сельского поселения.

## География
Село расположено в северной части области на расстоянии примерно в 41 километре по прямой к северо-западу от районного центра Мезени.
Часовой пояс
Село Долгощелье как и вся Архангельская область, находится в часовой зоне МСК (московское время). Смещение применяемого времени относительно UTC составляет +3:00.

## Население
| 2002 | 2010 | 2012 |
| ---- | ---- | ---- |
| 744  | ↘610 | ↗617 |

Национальный состав
Согласно результатам переписи 2002 года, в национальной структуре населения русские составляли 89 % из 757 чел..